# Lance Jeter
Lance Jeter (Beaver Falls, Pensilvania, 18 de julio de 1988) es un baloncestista estadounidense, que actualmente se encuentra sin equipo. Con 1,88 metros de estatura, juega en la posición de base.

## Trayectoria deportiva
Es un jugador formado a caballo entre Polk State College y Nebraska Cornhuskers y tras no ser elegido en el Draft de la NBA de 2011, se marcharía a Holanda para debutar como profesional en las filas del Aris Leeuwarden. El base jugaría varias temporadas en distintos equipos de Polonia, Alemania y Holanda, entre ellos el AZS Koszalin, ratiopharm Ulm, Trefl Sopot, Donar Groningen y Mitteldeutscher BC Weißenfels.
En junio de 2017, llegaría a Francia para firmar una temporada con el JL Bourg Basket de la Pro B, tras ganar la FEB Eredivisie con el Donar Groningen.